# Фридман, Даниэль (экономист)
Даниэль Фридман (англ. Daniel Friedman) — американский экономист, специализирующийся на микроэкономике, экспериментальной и поведенческой экономике, финансовых рынках. С 2011 года является заслуженным профессором Калифорнийского университета в Санта-Крузе.

## Биография
В 1969 году получил степень бакалавра математики в Рид-колледже. После этого уезжает учиться в Калифорнийский университет в Санта-Крузе, где в 1973 году получает степень магистра математики, а в 1977 становится доктором философии по математике под научным руководством Стивена Смейла. С 1979 по 1985 гг. был доцентом на факультете экономики в UCLA, потом же вернулся в UCSC, где преподаёт до сих пор. Также работал старшим финансовым консультантом в Bank of America.

## Научная деятельность
Основными направлениями учёного являются прикладная экономическая теория, экспериментальная экономика и финансовые рынки. За всю научную карьеру был соавтором около 100 научных статей и пяти книг. Самым популярным его произведением является «Experimental Methods: A Primer for Economists» в соавторстве с Шьямом Сандером. Сооснователь отдела Учебных и экспериментальных экономических проектов в UCSC.

## Академическая деятельность
- 1979—1985 — доцент экономики в UCLA
- 1985—1989 — доцент экономики в UCSC
- 1989—2011 — профессор экономики в UCSC
- 2011 — наст. время — заслуженный профессор экономики в UCSC